# Papežský výbor pro mezinárodní eucharistické kongresy
Papežský výbor pro mezinárodní eucharistické kongresy je dikasterium Římské kurie založené v roce 1879 papežem Lvem XIII. Nový statut výboru, který reaguje na současné potřeby, byl schválen 24. prosince 2009 Benediktem XVI.

## Funkce
Práce tohoto Papežského výboru spočívá v lepším poznání, lásce a službě Ježíši Kristu v jeho eucharistickém tajemství, které je středem života katolické církve a jejího poslání při spáse světa. Úkolem výboru je podporovat přípravu a pravidelné slavení Mezinárodních eucharistických kongresů. Aby se tak dělo, je žádáno po biskupských konferencích a patriarchálních synodách, aby jmenovali národní delegáty, kteří mají odpovědnost za přípravu kongresů a vytvářejí „Národní eucharistické výbory“ (pouze schválené církevní autoritou).
Výbor podporuje také všechny aktivity, které musí být vždy v souladu s etikou církve, a které jsou určeny k prohlubování účasti na eucharistickém tajemství.

## Pořadí prezidentů
- Kardinál Opilio Rossi † (8. dubna 1984 – 3. ledna 1991 pensionován)
- Kardinál Edouard Gagnon † (3. ledna 1991 – březen 2001 odstoupil)
- Kardinál Jozef Tomko (23. října 2001 – 1. října 2007 pensionován)
- Arcibiskup Piero Marini, od 1. října 2007

## Pořadí viceprezidentů
- Opat Sighard Kleiner, O. Cist. (1983 – 1985 odstoupil)
- Kardinál Bernardin Gantin (1983 – 1989 odstoupil)

## Pořadí sekretářů
- Kněz Ferdinand Pratzner, S.S.S. (1983 – 2008 odstoupil)